# Сита-Белла, Терес
Терес Сита-Белла (фр. Thérèse Sita-Bella; 1933 — 27 февраля 2006, Яунде, Камерун) — камерунский кинорежиссёр, ставшая первой женщиной-режиссёром в Африке и Камеруне.

## Биография
Терес Сити-Белла родилась в племени Бети-пахуин на юге Камеруна и получила начальное образование у католических миссионеров. В 1950-х годах, получив степень бакалавра в Яунде, она уехала в Париж, чтобы продолжить учёбу. Во Франции развился её интерес к журналистике и кино. В 1955 году Сита-Белла начала карьеру журналистки. Позже, в 1963 году, она стала первой женщиной-режиссёром в Камеруне и во всей Африке. С 1964 по 1965 год Сита-Белла работала во Франции во французской газете La Vie Africane, соавтором которой она являлась. Вернувшись в Камерун в 1967 году, она работала в Министерстве информации и стала заместителем начальника отдела информации. В 1963 году Сита-Белла сняла документальный фильм Tam-Tam à Paris. Его часто называют первым фильмом из Африки к югу от Сахары, который сняла женщина. В 1969 году Tam Tam à Paris участвовал в первой неделе фестиваля кино и телевидения стран Африки в Уагадугу. Сита-Белла считалась первопроходцем и одной из немногих женщин, работавших в киноиндустрии, где преобладали мужчины.

Женщины-операторы в 1970-х? В то время нас было очень мало. Было несколько из Вест-Индии: женщина из Сенегала по имени Сафи Фэй и я. Ну вы пониммаете, что кино — не женское дело.— Терес Сита-Белла
27 февраля 2006 года Сита-Белла скончалась в больнице в Яунде от рака толстой кишки. Была похоронена на кладбище Mvolye там же. Кинозал Ситы Белла в культурном центре Камеруна носит её имя.